# Divorcio de parejas del mismo sexo
La extensión de los derechos de matrimonio, unión civil y asociación libre a parejas del mismo sexo en distintas jurisdicciones puede plantear problemas legales tras la disolución o nulidad de estas uniones, que podrían no contar con las mismas condiciones para las parejas del sexo opuesto, especialmente si la ley de residencia o nacionalidad no reconoce el matrimonio o las parejas del mismo sexo.

## Conflicto de leyes
En jurisdicciones donde no son posibles las uniones del mismo sexo tampoco es posible el divorcio o la nulidad, mientras que las normas generales de conflicto de leyes a veces excluyen el divorcio en la jurisdicción donde se celebró el matrimonio.
En algunos territorios el divorcio es posible, incluso si el matrimonio no lo es. Se enumeran a continuación:
| Jurisdicción | Comentario                                 |
| ------------ | ------------------------------------------ |
| Aruba        | Matrimonios de los Países Bajos únicamente |
| Israel       | [ 2 ]                                      |

### Estados Unidos
Los matrimonios y divorcios en los Estados Unidos se rigen por la ley estatal, no por la federal. Eso significa que los estados son libres de establecer sus propias normas sobre quién es elegible para contraer matrimonio (por ejemplo, la edad mínima para casarse) y establecer sus propias reglas y procesos para el divorcio. No obstante, cada estado tenía un requisito general de residencia para los casos de divorcio, que requería que al menos una de las personas que solicitaban el divorcio residiera en ese estado. Antes de que el Gobierno federal reconociera los matrimonios entre personas del mismo sexo en 2013, a través del fallo de la Corte Suprema en United States v. Windsor, las parejas del mismo sexo casadas legalmente en un estado posiblemente no podrían divorciarse después de mudarse a otro estado que no reconociese la validez de su matrimonio, lo que podría requerir de una demanda civil costosa para intentar resolver problemas de derechos de propiedad, mientras que los acuerdos de propiedad negociados fuera del tribunal podrían potencialmente desencadenar requisitos federales de impuestos sobre donaciones.
Antes de la decisión de la Corte Suprema de 2015 en Obergefell v. Hodges, las parejas en matrimonios del mismo sexo generalmente solo podían obtener un divorcio en jurisdicciones que reconocían los matrimonios entre personas del mismo sexo. Cuando Delaware y Minnesota legalizaron el matrimonio entre personas del mismo sexo en mayo de 2013, aprobaron una legislación que permitía a las parejas no residentes que se habían casado legalmente dentro del estado, pero que no podían divorciarse en la jurisdicción donde residían, obtener el divorcio a través de sus tribunales. Florida legalizó el divorcio para parejas del mismo sexo como resultado de una resolución judicial, como resultado de demandas de parejas que se habían casado legalmente en otros estados pero no se les había permitido divorciarse después de mudarse al estado.
Después de la decisión de la Corte Suprema en Obergefell v. Hodges, las parejas del mismo sexo podían divorciarse legalmente en cualquier estado de los Estados Unidos.

## Tasas de divorcio

### Bélgica
Entre 2004 y 2009, la tasa media anual de divorcios en Bélgica para todos los matrimonios homosexuales fue de casi el 2 % (la tasa total de divorcios en esos 5 años fue del 11 %). También entre 2004 y 2009, las tasas de divorcio de lesbianas fueron casi el doble que las de los gais.

### Dinamarca
En 1997, la tasa de divorcios entre parejas del mismo sexo era significativamente más baja que la de las parejas heterosexuales en Dinamarca. La gran mayoría de los matrimonios igualitarios en Dinamarca son entre hombres. El 14 % de estos terminan en divorcio, en comparación con el 23 % de los matrimonios entre mujeres. La tasa más alta de lesbianas (casi el doble) es coherente con los datos que muestran que las mujeres inician la mayoría de los divorcios heterosexuales en Dinamarca.

### Países Bajos
En los Países Bajos se registran ligeramente más matrimonios entre mujeres que entre hombres: entre 2006 y 2011 una media de 690 y 610 por año, respectivamente.
La tasa de divorcios de lesbianas es mucho más alta que entre gais: en el mismo período, en promedio, 100 mujeres y 45 hombres se divorciaron por año (es decir, tasa de divorcios de lesbianas del 14 % y de gais del 7 %).
Un estudio que siguió a parejas casadas durante un período de 10 años encontró que los matrimonios de lesbianas tenían más probabilidades de terminar en divorcio. De las 580 parejas de lesbianas que se casaron en 2005, el 30 % se divorció diez años después, en comparación con el 18 % de las parejas heterosexuales y el 15% de las parejas de gais.
En 2021, veinte años después de que se legalizara el matrimonio igualitario en los Países Bajos, Statistics Netherlands informó que, en ese momento, más de 28 000 parejas del mismo sexo se habían casado en el país. Aproximadamente 20 000 de estas parejas aún seguían juntas, mientras que el resto corresponde a divorcios, cambio de domicilio al extranjero o fallecimiento de uno o ambos cónyuges. Las parejas de lesbianas tenían más probabilidades de divorciarse, alrededor del 26 %, que las parejas heterosexuales con un 16 % y las parejas de gais con un 14 %.

### Noruega y Suecia
Un estudio sobre parejas del mismo sexo registradas a corto plazo en Noruega y Suecia encontró que las tasas de divorcio eran más altas para las matrimonios del mismo sexo que para los matrimonios del sexo opuesto y que las uniones de lesbianas son considerablemente menos estables que las uniones de gais.
En el estudio anterior, los riesgos de divorcio de las lesbianas eran un 10 % más altos que los de los gais.

### Reino Unido
La tasa de divorcios de parejas del mismo sexo dentro de los 29 meses posteriores a la introducción de las uniones civiles legalmente vinculantes fue ligeramente inferior al 1 % en el Reino Unido.
A partir de 2013, las parejas de lesbianas tenían el doble de probabilidades de emprender acciones para poner fin a las uniones legalmente reconocidas en comparación con los gais. En 2016, las parejas de mujeres casadas tenían aproximadamente 2.5 veces más probabilidades de divorciarse que las de hombres casados.
Según la Oficina Nacional de Estadística, la tasa de divorcio de parejas heterosexuales está en su nivel más bajo desde 1971 en Inglaterra y Gales. La tasa de divorcios para parejas del mismo sexo aumentó en 2016 y 2017, aunque la Oficina Nacional de Estadística explicó que probablemente era resultado de que los matrimonios entre personas del mismo sexo ya eran legales desde 2014.

### Estados Unidos
Massachusetts, el primer estado de los Estados Unidos que permite el matrimonio entre personas del mismo sexo, no registra cuántos de los divorcios en su jurisdicción son entre parejas del mismo sexo o del opuesto. Un estudio de 2011 en entidades subnacionales con datos disponibles informó inicialmente que las tasas de disolución de uniones de personas del mismo sexo eran un poco más bajas en promedio (se decía que alrededor el 1.1 % de todas las parejas del mismo sexo se divorciaban cada año, oscilando entre 0 % y 1.8 % en varias jurisdicciones) que las tasas de divorcio de parejas de sexo opuesto (2 % anual). En 2014, The Washington Post se retractó de un titular sobre este informe, porque el estudio había calculado incorrectamente el porcentaje debido a un error en la recogida de datos cuando comenzaron los matrimonios entre personas del mismo sexo. Como resultado, los hallazgos corregidos muestran una tasa de divorcio del 2 % para las parejas del mismo sexo, lo mismo que las parejas del sexo opuesto.
Algunos estudios han demostrado que las relaciones comprometidas entre lesbianas no duran tanto como las relaciones comprometidas entre gais.